# بيتر آرني
بيتر آرني (بالإنجليزية: Peter Arne)‏ هو ممثل بريطاني (وحمل سابقاً جنسية المملكة المتحدة لبريطانيا العظمى وأيرلندا)، ولد في 29 سبتمبر 1920 في ماليزيا، وتوفي في 1 أغسطس 1983 في المملكة المتحدة.

## أعمال

### أفلام
- (1966) الخرطوم
- (1971) ستراو دوغز
- (1982) فيكتور فيكتوريا

## وصلات خارجية
- بيتر آرني على موقع IMDb (الإنجليزية)
- بيتر آرني على موقع ألو سيني (الفرنسية)
- بيتر آرني على موقع أول موفي (الإنجليزية)
- بيتر آرني على موقع قاعدة بيانات الأفلام السويدية (السويدية)
- بيتر آرني على موقع قاعدة بيانات الفيلم (الإنجليزية)
- بيتر آرني على موقع كينوبويسك (الروسية)